# 74a Mostra Internacional de Cinema de Venècia
La 74a Mostra Internacional de Cinema de Venècia va tenir lloc del 30 d'agost al 9 de setembre de 2017. El 5 de juliol de 2017 es va anunciar que la presidenta del jurat seria l'actriu Annette Bening. Downsizing, dirigida per Alexander Payne, fou seleccionada per obrir el festival. El Lleó d'Or fou atorgat a The Shape of Water, dirigida per Guillermo del Toro.
En aquesta edició del festival es va introduir una nova secció per a pel·lícules en realitat virtual (RV) com a part de la Selecció Oficial. Per aquesta primera competició foren seleccionades 22 pel·lícules, alhora que moltes altres més es van presentar en subseccions fora de competició.

## Jurat
Els jurats de la mostra de 2017 van estar formats per:
Competició principal (Venezia 74)
- Annette Bening, actriu estatunidenca (presidenta)
- Ildikó Enyedi, director i guionista hongarès
- Michel Franco, director, productor i guionista mexicà
- Rebecca Hall, actriu anglesa
- Anna Mouglalis, actriu francesa
- David Stratton, crític angloaustralià
- Jasmine Trinca, actriu italiana
- Edgar Wright, director i guionista anglès
- Yonfan, director, productor i guionista taiwanès-hongkong

Horitzons (Orizzonti)
- Gianni Amelio, director italià (President)
- Rakhshan Bani Etemad, director iranià
- Ami Canaan Mann, directora estatunidenca
- Mark Cousins, director i guionista escocès-irlandès
- Andrés Duprat, guionista i arquitecte argentí v
- Fien Troch, directora i guionista belga
- Rebecca Zlotowski, directora i guionista francesa

Opera Prima (Premi Venècia a la pel·lícula de debut)
- Benoît Jacquot, director i guionista francès (President)
- Geoff Andrew, escriptor britànic
- Albert Lee, guitarrista, compositor i director musical anglès
- Greta Scarano actriu de televisió italiana
- Yorgos Zois, director grec

Clàssics de Venècia
- Giuseppe Piccioni, director i guionista italià (President)
- 26 estudiants d'història del cinema

Venècia Realitat Virtual
- John Landis, director, guionista, actor i productor estatunidenc (President)
- Cécile Sciamma, guionista i directora francesa
- Ricky Tognazzi, actor i director italià

## Selecció oficial

### En competició
Les següents pel·lícules foren seleccionades per competir pel Lleó d'Or:
| Títol original                            | Director(s)                    | País de producció                |
| ----------------------------------------- | ------------------------------ | -------------------------------- |
| Ammore e malavita                         | Antonio Manetti, Marco Manetti | Itàlia                           |
| Jia Nian Hua (嘉年华)                     | Vivian Qu                      | R.P. de la Xina, França          |
| Jusqu'à la Garde                          | Xavier Legrand                 | França                           |
| Downsizing                                | Alexander Payne                | Estats Units                     |
| Ex Libris: The New York Public Library    | Frederick Wiseman              | Estats Units                     |
| Una famiglia                              | Sebastiano Riso                | Itàlia                           |
| First Reformed                            | Paul Schrader                  | Estats Units                     |
| Foxtrot                                   | Samuel Maoz                    | Israel, Alemanya, França, Suïssa |
| Hannah                                    | Andrea Pallaoro                | Itàlia, Bèlgica, França          |
| La Villa                                  | Robert Guédiguian              | França                           |
| Human Flow                                | Ai Weiwei                      | Alemanya, Estats Units           |
| L'insulte                                 | Ziad Doueiri                   | França, Líban                    |
| Lean on Pete                              | Andrew Haigh                   | Regne Unit                       |
| The Leisure Seeker                        | Paolo Virzì                    | Itàlia                           |
| Mektoub, My Love: Canto Uno               | Abdellatif Kechiche            | França, Itàlia                   |
| Mother!                                   | Darren Aronofsky               | Estats Units                     |
| The Shape of Water                        | Guillermo del Toro             | Estats Units                     |
| Suburbicon                                | George Clooney                 | Estats Units                     |
| Sweet Country                             | Warwick Thornton               | Austràlia                        |
| Sandome no satsujin (三度目の殺人)        | Hirokazu Koreeda               | Japó                             |
| Three Billboards Outside Ebbing, Missouri | Martin McDonagh                | Regne Unit                       |

El títol il·luminat indica guanyuador del Lleó d'Or.

### Fora de competició
Les següents pel·lícules foren exhibides "fora de competició":
| Ficció                             | Ficció                  | Ficció                         | Ficció |
| Títol original                     | Director(s)             | País de producció              |        |
| ---------------------------------- | ----------------------- | ------------------------------ | ------ |
| Brawl in Cell Block 99             | S. Craig Zahler         | Estats Units                   |        |
| Il colore nascosto delle cose      | Silvio Soldini          | Itàlia                         |        |
| Diva!                              | Francesco Patierno      | Itàlia                         |        |
| Loving Pablo                       | Fernando León de Aranoa | Espanya, Bulgària              |        |
| Zhuibu (追捕)                      | John Woo                | Hong Kong, R.P. de la Xina     |        |
| La mélodie                         | Rachid Hami             | França                         |        |
| Il signor Rotpeter (curt)          | Antonietta de Lillo     | Itàlia                         |        |
| Our Souls at Night                 | Ritesh Batra            | Estats Units                   |        |
| Outrage Coda (アウトレイジ 最終章) | Takeshi Kitano          | Japó                           |        |
| The Private Life of a Modern Woman | James Toback            | Estats Units                   |        |
| El fidel                           | Michaël R. Roskam       | Bèlgica, França, Països Baixos |        |
| Victoria & Abdul                   | Stephen Frears          | Regne Unit                     |        |
| Wormwood                           | Errol Morris            | Estats Units                   |        |
| Zama                               | Lucrecia Martel         | Argentina, Brasil              |        |

| No ficció | No ficció              | No ficció            | No ficció |
| Títol original | Director(s)            | País de producció    |           |
| --- | ---------------------- | -------------------- | --------- |
| Cuba and the Cameraman | Jon Alpert             | Estats Units         |           |
| The Devil and Father Amorth | William Friedkin       | Estats Units         |           |
| Buon inverno | Giovanni Totaro        | Itàlia               |           |
| Jim & Andy: The Great Beyond – The story of Jim Carrey & Andy Kaufman featuring a very special, contractually obligated mention of Tony Clifton | Chris Smith            | Estats Units, Canadà |           |
| My Generation | David Batty            | Regne Unit           |           |
| Piazza Vittorio | Abel Ferrara           | Itàlia               |           |
| Ryuichi Sakamoto: Coda | Stephen Nomura Schible | Estats Units, Japó   |           |
| This is Congo | Daniel McCabe          | R.D. del Congo       |           |

| Esdeveniments especials                       | Esdeveniments especials | Esdeveniments especials | Esdeveniments especials |
| Títol original                                | Director(s)             | País de producció       |                         |
| --------------------------------------------- | ----------------------- | ----------------------- | ----------------------- |
| Casa d'altri (16 Min)                         | Gianni Amelio           | Itàlia                  |                         |
| Michael Jackson's Thriller 3D (14 min)        | John Landis             | Estats Units            |                         |
| Making of Michael Jackson's Thriller (45 min) | Jerry Kramer            | Estats Units            |                         |

### Horitzons
Les següents pel·lícules foren seleccionades per la secció Horitzons (Orizzonti):
| Pel·lícules                  | Pel·lícules                                                     | Pel·lícules                                  | Pel·lícules |
| Títol original               | Director(s)                                                     | País de producció                            |             |
| ---------------------------- | --------------------------------------------------------------- | -------------------------------------------- | ----------- |
| Les Bienheureux              | Sofia Djama                                                     | França, Bèlgica                              |             |
| Caniba                       | Véréna Paravel, Lucien Castaing-Taylor                          | França                                       |             |
| Gatta Cenerentola            | Alessandro Rak, Ivan Cappiello, Marino Guarnieri, Dario Sansone | Itàlia                                       |             |
| Ha Ben Dod                   | Tzahi Grad                                                      | Israel                                       |             |
| Napadid shodan               | Ali Asgari                                                      | Iran, Qatar                                  |             |
| Espèces menacées             | Gilles Bourdos                                                  | França, Bèlgica                              |             |
| Invisible                    | Pablo Giorgelli                                                 | Argentina, Brasil, Uruguai, Alemanya, França |             |
| Krieg                        | Rick Ostermann                                                  | Alemanya                                     |             |
| Marvin                       | Anne Fontaine                                                   | França                                       |             |
| Nico, 1988                   | Susanna Nicchiarelli                                            | Itàlia, Bèlgica                              |             |
| La Nuit où j'ai nagé         | Damien Manivel, Igarashi Kohei                                  | França, Japó                                 |             |
| Bedoone Tarikh, Bedoone Emza | Vahid Jalilvand                                                 | Iran                                         |             |
| Los versos del olvido        | Alireza Khatami                                                 | França, Alemanya, Països Baixos, Xile        |             |
| The Rape of Recy Taylor      | Nancy Buirski                                                   | Estats Units                                 |             |
| Haedut                       | Amichai Greenberg                                               | Israel, Àustria                              |             |
| Brutti e cattivi             | Cosimo Gomez                                                    | Itàlia, França                               |             |
| Undir trénu                  | Hafsteinn Gunnar Sigurðsson                                     | Islàndia, Dinamarca, Polònia, Alemanya       |             |
| La Vita in Comune            | Edoardo Winspeare                                               | Itàlia                                       |             |
| West of Sunshine             | Jason Raftopoulos                                               | Austràlia                                    |             |

| Curtmetratges                        | Curtmetratges                 | Curtmetratges      | Curtmetratges |
| Títol original                       | Director(s)                   | País de producció  |               |
| ------------------------------------ | ----------------------------- | ------------------ | ------------- |
| 8th Continent (fora de competició)   | Yorgos Zois                   | Grècia             |               |
| Aria                                 | Myrsini Aristidou             | Xipre, França      |               |
| Astrometal                           | Efthimis Kosemund Sanidis     | Grècia             |               |
| By the Pool                          | Laurynas Bareiša              | Lituània           |               |
| Awasarn Sound Man                    | Sorayos Prapapan              | Tailàndia, Myanmar |               |
| Futuro prossimo (fora de competició) | Salvatore Mereu               | Itàlia             |               |
| Gros Chagrin                         | Céline Devaux                 | França             |               |
| Himinn Opinn                         | Gabriel Sanson, Clyde Gates   | Bèlgica            |               |
| Lagi senang jaga sekandang lembu     | Amanda Nell Eu                | Malàisia           |               |
| The Knife Salesman                   | Michael Leonard, Jamie Helmer | Austràlia          |               |
| Meninas Formicida                    | João Paulo Miranda María      | França, Brasil     |               |
| Mon Amour, Mon Ami                   | Adriano Valerio               | Itàlia             |               |
| L'ombra della sposa                  | Alessandra Pescetta           | Itàlia             |               |
| Tierra Mojada                        | Juan Sebastián Mesa Bedoya    | Colòmbia           |               |

Els títols il·luminats indiquen guanyadors dels premis Horitzons a la millor pel·lícula i al millor documental respectivament.

### Clàssics de Venècia
Es va projectar en aquesta secció la següent selecció de pel·lícules clàssiques i documentals restaurats:
| Pel·lícules clàssiques restaurades             | Pel·lícules clàssiques restaurades | Pel·lícules clàssiques restaurades | Pel·lícules clàssiques restaurades |
| Títol original                                 | Director(s)                        | País de producció                  |                                    |
| ---------------------------------------------- | ---------------------------------- | ---------------------------------- | ---------------------------------- |
| Novecento (1976)                               | Bernardo Bertolucci                | Itàlia                             |                                    |
| La donna scimmia (1964)                        | Marco Ferreri                      | Itàlia, França                     |                                    |
| Batch '81 (1982)                               | Mike De Leon                       | Filipines                          |                                    |
| Černý Petr (1963)                              | Miloš Forman                       | Txèquia                            |                                    |
| Close Encounters of the Third Kind (1977)      | Steven Spielberg                   | Estats Units                       |                                    |
| Idí i smotrí (1985)                            | Elem Klimov                        | Unió Soviètica                     |                                    |
| Cousin, Cousine (1985-1987, curt)              | Jean Rouch                         | França                             |                                    |
| Daïnah la métisse (1931)                       | Jean Grémillon                     | França                             |                                    |
| Ochazuke no aji (1952)                         | Yasujirō Ozu                       | Japó                               |                                    |
| Into the Night (1985)                          | John Landis                        | Estats Units                       |                                    |
| The Old Dark House (1932)                      | James Whale                        | Estats Units                       |                                    |
| Il deserto rosso (1964)                        | Michelangelo Antonioni             | Itàlia                             |                                    |
| The Revolt of Mamie Stover (1956)              | Raoul Walsh                        | Estats Units                       |                                    |
| Rosita (1923)                                  | Ernst Lubitsch                     | Estats Units                       |                                    |
| Sansho Dayu (1954)                             | Kenji Mizoguchi                    | Japó                               |                                    |
| Chikamatsu Monogatari (1954)                   | Kenji Mizoguchi                    | Japó                               |                                    |
| L'Œil du Malin (1962)                          | Claude Chabrol                     | França                             |                                    |
| Deux ou trois choses que je sais d'elle (1967) | Jean-Luc Godard                    | França                             |                                    |
| Non c’è pace tra gli ulivi (1950)              | Giuseppe De Santis                 | Itàlia                             |                                    |
| El Haimoune (1984) / Les baliseurs du désert   | Nacer Khemir                       | Tunísia, França                    |                                    |
| Zéro de conduite (1933)                        | Jean Vigo                          | França                             |                                    |

| Documentals sobre cinema                                  | Documentals sobre cinema                         | Documentals sobre cinema   | Documentals sobre cinema |
| Títol original                                            | Director(s)                                      | País de producció          |                          |
| --------------------------------------------------------- | ------------------------------------------------ | -------------------------- | ------------------------ |
| La Lucida Follia Di Marco Ferreri                         | Anselma Dell'Olio                                | Itàlia, França             |                          |
| Evviva Giuseppe                                           | Stefano Consiglio                                | Suïssa, Itàlia             |                          |
| Años Luz                                                  | Manuel Abramovich                                | Argentina, Brasil, Espanya |                          |
| L'enigma di Jean Rouch a Torino - Cronaca di un film raté | Marco Di Castri, Paolo Favaro, Daniele Pianciola | Itàlia, França             |                          |
| L'utopie des images de la Révolution Russe                | Emmanuel Hamon                                   | França                     |                          |
| The Prince and the Dybbuk                                 | Elwira Niewiera, Piotr Rosołowski                | Polònia, Alemanya          |                          |
| La Voce Di Fantozzi                                       | Mario Sesti                                      | Itàlia                     |                          |
| This Is The War Room! (curt)                              | Boris Hars-Tschachotin                           | Alemanya                   |                          |

Els títols il·luminats indiquen els guanyadors a la Millor Pel·lícula restaurada i al Millor Documental sobre Cinema respectivament.

### Biennale College - Cinema
Les següents pel·lícules foren projectades a la secció "Biennale College - Cinema", un taller de formació en educació superior per a llargmetratges amb micro-pressupostos.
| Títol original   | Director(s)     | País de producció |
| ---------------- | --------------- | ----------------- |
| Beautiful Things | Giorgio Ferrero | Itàlia            |
| Martyr           | Mazen Khaled    | Líban             |
| Strange Colours  | Alena Lodkina   | Austràlia         |

### Il Cinema nel Giardino
Les següents pel·lícules foren seleccionades per a la secció Il Cinema nel Giardino section:
| Títol original           | Director(s)                                          | País de producció              |
| ------------------------ | ---------------------------------------------------- | ------------------------------ |
| Controfigura             | Rä di Martino                                        | Itàlia, França, Suïssa, Marroc |
| Manuel                   | Dario Albertini                                      | Itàlia                         |
| Nato a Casal di Principe | Bruno Oliviero                                       | Itàlia, Espanya                |
| Suburra - La serie       | Michele Placido, Andrea Molaioli, Giuseppe Capotondi | Itàlia                         |
| Tueurs                   | François Troukens, Jean-François Hensgens            | Bèlgica, França                |
| Woodshock                | Kate Mulleavy, Laura Mulleavy                        | Estats Units                   |

### Projeccions especials
Les següents pel·lícules foren presentades com a Projecció Especial de la Selecció Oficial:
| Títol original                              | Director(s)                             | País de producció |
| ------------------------------------------- | --------------------------------------- | ----------------- |
| Barbiana '65: La lezione di Don Milani      | Alessandro G.A. D'Alessandro            | Itàlia            |
| The electric horseman (1979)                | Sydney Pollack                          | Estats Units      |
| Lievito madre: Le ragazze del secolo scorso | Concita De Gregorio, Esmeralda Calabria | Itàlia            |
| La lunga strada del ritorno (1962)          | Alessandro Blasetti                     | Itàlia            |
| L'ordine delle cose                         | Andrea Segre                            | Itàlia, França    |

## Seccions autònomes

### Setmana de la Crítica del Festival de Cinema de Venècia
Les següents pel·lícules foren exhibides com en competició per la 32a Setmana de la Crítica:
| En competició            | En competició             | En competició                                    | En competició |
| Títol original           | Director(s)               | País de producció                                |               |
| ------------------------ | ------------------------- | ------------------------------------------------ | ------------- |
| Il Cratere               | Luca Bellino, Silvia Luzi | Itàlia                                           |               |
| Drift                    | Helena Wittmann           | Alemanya                                         |               |
| Körfez                   | Emre Yeksan               | Turquia, Alemanya, Grècia                        |               |
| Temporada de caza        | Natalia Garagiola         | Argentina, Estats Units, Alemanya, França, Qatar |               |
| Sarah joue un loup garou | Katharina Wyss            | Suïssa, Alemanya                                 |               |
| Team Hurricane           | Annika Berg               | Dinamarca                                        |               |
| Les garçons sauvages     | Bertrand Mandico          | França                                           |               |

| Esdeveniments especials - fora de competició | Esdeveniments especials - fora de competició | Esdeveniments especials - fora de competició | Esdeveniments especials - fora de competició |
| Esdeveniment                                 | Títol original                               | Director(s)                                  | País de producció                            |
| -------------------------------------------- | -------------------------------------------- | -------------------------------------------- | -------------------------------------------- |
| Pel·lícula d'apertura                        | Pin Cushion                                  | Deborah Haywood                              | Regne Unit                                   |
| Pel·lícula de clausura                       | Veleno                                       | Diego Olivares                               | Itàlia                                       |

| SIC@SIC 2017 (Short Italian Cinema @ Settimana Internazionale della Critica) | SIC@SIC 2017 (Short Italian Cinema @ Settimana Internazionale della Critica) | SIC@SIC 2017 (Short Italian Cinema @ Settimana Internazionale della Critica) | SIC@SIC 2017 (Short Italian Cinema @ Settimana Internazionale della Critica) |
| Títol italià                                                                 | Títol anglès                                                                 | Min.                                                                         | Director(s)                                                                  |
| ---------------------------------------------------------------------------- | ---------------------------------------------------------------------------- | ---------------------------------------------------------------------------- | ---------------------------------------------------------------------------- |
| Adavede                                                                      | Adavede                                                                      | 20'                                                                          | Alain Parroni                                                                |
| Due                                                                          | Two                                                                          | 17'                                                                          | Riccardo Giacconi                                                            |
| Les fantômes de la veille                                                    | Ghosts of Yesterday                                                          | 20'                                                                          | Manuel Billi                                                                 |
| Il legionario                                                                | The Legionnaire                                                              | 13'                                                                          | Hleb Papou                                                                   |
| MalaMènti                                                                    | MeanMinds                                                                    | 13'                                                                          | Francesco Di Leva                                                            |
| Piccole italiane                                                             | Little Italian Girls                                                         | 18'                                                                          | Letizia Lamartire                                                            |
| Le visite                                                                    | Visiting Day                                                                 | 15'                                                                          | Elio Di Pace                                                                 |

| Esdeveniments especials  | Esdeveniments especials  | Esdeveniments especials      | Esdeveniments especials | Esdeveniments especials |
| Esdeveniment             | Títol italià             | Títol anglès                 | Director(s)             |                         |
| ------------------------ | ------------------------ | ---------------------------- | ----------------------- | ----------------------- |
| Curtmetratge d'apertura  | Nausicaa L'altra odissea | Nausicaa - The Other Odyssey | 20'                     | Bepi Vigna              |
| Curtmetratge de clausura | L'ultimo miracolo'       | The Last Miracle             | 20'                     | Enrico Pau              |

### Dies de Venècia
Les següents pel·lícules foren seleccionades per la 14a edició de la secció autònoma Dies de Venècia (Giornate degli Autori):
| Selecció oficial          | Selecció oficial                   | Selecció oficial                             | Selecció oficial |
| Títol original            | Director(s)                        | País de producció                            |                  |
| ------------------------- | ---------------------------------- | -------------------------------------------- | ---------------- |
| Candelaria                | Jhonny Hendrix Hinestroza          | Colòmbia, Alemanya, Noruega, Argentina, Cuba |                  |
| L'equilibrio              | Vincenzo Marra                     | Itàlia                                       |                  |
| Eye on Juliet             | Kim Nguyen                         | Canadà                                       |                  |
| Life Guidance             | Ruth Mader                         | Àustria                                      |                  |
| Ga'agua                   | Savi Gabizon                       | Israel                                       |                  |
| Looking for Oum Kulthum   | Shirin Neshat                      | Alemanya, Àustria, Itàlia, Líban, Qatar      |                  |
| M                         | Sara Forestier                     | França                                       |                  |
| Samui Song                | Pen-ek Ratanaruang                 | Tailàndia, Alemanya, Noruega                 |                  |
| Il contagio               | Matteo Botrugno, Daniele Coluccini | Itàlia                                       |                  |
| Mi Hua Zhi Wei (米花之味) | Pengfei                            | R.P. de la Xina                              |                  |
| Volubilis                 | Faouzi Bensaïdi                    | Marroc, França, Qatar                        |                  |
| Dove cadono le ombre      | Valentina Pedicini                 | Itàlia                                       |                  |

| Esdeveniments especials                               | Esdeveniments especials | Esdeveniments especials | Esdeveniments especials |
| Títol original                                        | Director(s)             | País de producció       |                         |
| ----------------------------------------------------- | ----------------------- | ----------------------- | ----------------------- |
| Agnelli                                               | Nick Hooker             | Estats Units            |                         |
| Getting Naked: A Burlesque Story                      | James Lester            | Estats Units            |                         |
| La legge del numero uno                               | Alessandro D'Alatri     | Itàlia                  |                         |
| Il risoluto                                           | Giovanni Don Françasco  | Itàlia, França          |                         |
| Il tentato suicidio nell'adolescenza (T.S. Giovanile) | Ermanno Olmi            | Itàlia                  |                         |
| Thirst Street                                         | Nathan Silver           | França, Estats Units    |                         |

| Miu Miu Women's Tales           | Miu Miu Women's Tales | Miu Miu Women's Tales | Miu Miu Women's Tales |
| Títol original                  | Director(s)           | País de producció     |                       |
| ------------------------------- | --------------------- | --------------------- | --------------------- |
| Carmen                          | Chloë Sevigny         | Estats Units          |                       |
| (The [end) of history illusion] | Celia Rowlson-Hall    | Estats Units          |                       |

| Projeccions especials                | Projeccions especials | Projeccions especials |
| Títol original                       | Director(s)           | País de producció     |
| ------------------------------------ | --------------------- | --------------------- |
| Aquagranda in crescendo (documental) | Giovanni Pellegrini   | Itàlia                |
| Buried Seeds (documental)            | Andrei Severny        | Estats Units          |
| I'm (Endless Like the Space)         | Anne-Riitta Ciccone   | Itàlia                |
| The Millionairs                      | Claudio Santamaria    | Itàlia                |
| Raccontare Venezia (documental)      | Wilma Labate          | Itàlia, França        |

| Premi Lux                 | Premi Lux         | Premi Lux                   | Premi Lux |
| Títol original            | Director(s)       | País de producció           |           |
| ------------------------- | ----------------- | --------------------------- | --------- |
| 120 battements par minute | Robin Campillo    | França                      |           |
| Sameblod                  | Amanda Kernell    | Suècia                      |           |
| Western                   | Valeska Grisebach | Alemanya, Àustria, Bulgària |           |

El títol il·luminat indica guanyador del premi Dies de Venècia.

## Premis

### Selecció oficial
Els següents premis de la Selecció Oficial foren presentats en la 74a edició:
En Competició
- Lleó d'Or: The Shape of Water de Guillermo del Toro
- Gran Premi del Jurat: Foxtrot de Samuel Maoz
- Lleó d'Argent: Jusqu'à la Garde de Xavier Legrand
- Copa Volpi Cup a la millor actriu: Charlotte Rampling per Hannah
- Copa Volpi al millor actor: Kamel El Basha per L'insulte
- Premi al millor guió: Three Billboards Outside Ebbing, Missouri de Martin McDonagh
- Premi Especial del Jurat: Sweet Country de Warwick Thornton
- Premi Marcello Mastroianni: Charlie Plummer per Lean on Pete

Horitzons (Orizzonti)
- Millor pel·lícula: Nico, 1988 de Susanna Nicchiarelli
- Millor director: Bedoone Tarikh, Bedoone Emza de Vahid Jalilvand
- Premi especial del jurat: Caniba de Verena Paravel i Lucien Castaing-Taylor
- Millor actriu: Lyna Khoudri per Les Bienheureux
- Millor actor: Navid Mohammadzadeh per Bedoone Tarikh, Bedoone Emza
- Millor guió: Los versos del olvido de Alireza Khatami
- Premi Horitzons al millor curt: Gros Chagrin de Céline Devaux

Lleó del Futur
- Premi Luigi De Laurentiis a la pel·lícula de debut: Jusqu'à la Garde de Xavier Legrand

Pel·lícules Clàssics de Venècia
- Millor documental sobre Cinema: The Prince and the Dybbuk d'Elwira Niewiera i Piotr Rosolowski
- Millor pel·lícula restaurada: Idí i smotrí d'Elem Klimov

Premis Especials
- Lleó d'Or per tota una vida: Robert Redford i Jane Fonda[11]

### Seccions autònomes
Els següents premis oficials i col·laterals foren concedits a pel·lícules de les seccions autònomes:
Setmana dels Crítics de Cinema Internacional de Venècia
- Premi SIAE de l'Audiència: Temporada de caza de Natalia Garagiola
- Premi Verona Film Club: Team Hurricane d'Annika Berg
- Premi Mario Serandrei – Hotel Saturnia a la Millor Contribució Tècnica: Les garçons sauvages de Bertrand Mandico
- Premi SIAE: Saverio Costanzo
- Menció FEDIC - Il giornale del cibo: Le Visite d'Elio Di Pace

Dies de Venècia
- Premi del Director GdA: Candelaria de Jhonny Hendrix Hinestroza[26]
- Premi BNL People's Choice: Ga'agua de Savi Gabizon
- Premi Label Europa Cinema: M de Sara Forestier
- Premis Fedeora:
  - Millor pel·lícula: Eye on Juliet de Kim Nguyen
  - Millor director de pel·lícula de debut: Sara Forestier per M
  - Millor actor: Redouanne Harjane per M
- Premi Nuovo Imaie Talent:
  - Federica Rosellini pel seu paper a Dove cadono le ombre
  - Mimmo Borrelli pel seu paper a Equilibrium
- Premi Edipo Re: Valentina Pedicini per Dove cadono le ombre
- Premi Lanterna Magica: Equilibrium de Vincenzo Marra

### Altres premis col·laterals
Els següents premis col·laterals foren concedits a pel·lícules de la selecció oficial:
- Premi Arca CinemaGiovani
  - Millor pel·lícula Venezia 74: Foxtrot de Samuel Maoz
  - Millor pel·lícula italiana: Beautiful Things de Giorgio Ferrero (Biennale College - Cinema)
- Premi Brian: Les Bienheureux de Sofia Djama (Horizons)
- Premi "Civitas Vitae prossima": Il colore nascosto delle cose de Silvio Soldini (fora de competició)
- Premi Fair Play Cinema: Ex Libris: The New York Public Library de Frederick Wiseman

Menció Especial: Human Flow de Ai Weiwei
- Premi FEDIC (Federazione Italiana dei Cineclub): La Vita in Comune d'Edoardo Winspeare (Horitzons)

Menció Especial: Nico, 1988 de Susanna Nicchiarelli (Horitzons)
- Premis FIPRESCI:[27]
  - Millor pel·lícula (En Competició): Ex Libris: The New York Public Library de Frederick Wiseman
  - Millor pel·lícula (Horitzons): Los versos del olvido d'Alireza Khatami
- Premi Fondazione Mimmo Rotella 
  - George Clooney per Suburbicon
  - Ai Weiwei per Human Flow
  - Michael Caine per My Generation[28]
- Premi Enrico Fulchignoni – CICT-UNESCO: Human Flow d'Ai Weiwei
- Premi Future Film Festival Digital: The Shape of Water de Guillermo del Toro

Menció Especial: Gatta Cenerentola d'Alessandro Rak, Ivan Cappiello, Marino Guarnieri, Dario Sansone
- Premi Green Drop: First Reformed de Paul Schrader
- Premi HRNs – Premi Especial pels Drets Humans: The Rape of Recy Taylor de Nancy Buirski (Horitzons)

Menció Especial: L'ordine delle cose d'Andrea Segre (projeccions especials)
Menció Especial: Human Flow d'Ai Weiwei
- Premi Interfilm: Los versos del olvido d'Alireza Khatami
- Premi Lanterna Magica (CGS): Equilibrium de Vincenzo Marra
- Premi La Pellicola d'Oro:
  - Millor director de producció en una pel·lícula italiana: Daniele Spinozzi per Ammore e Malavita
  - Millor Director de Producció en una pel·lícula internacional: Riccardo Marchegiani per Mektoub, My Love: Canto Uno
  - Millor escenari: Roberto Di Pietro per Hannah
- Premi Leoncino d'Oro Agiscuola per il Cinema: The Leisure Seeker de Paolo Virzì
  - Premi Cinema per UNICEF: Human Flow d'Ai Weiwei
- Premi Lizzani: Il colore nascosto delle cose de Silvio Soldini (fora de competició)
- Premi Lina Mangiacapre: Les Bienheureux de Sofia Djama (Horitzons)
- Golden Mouse: Mektoub, My Love: Canto Uno d'Abdellatif Kechiche
- Silver Mouse: Gatta Cenerentola d'Alessandro Rak, Ivan Cappiello, Marino Guarnieri, Dario Sansone
- Premi NuovoImaie Talent:
  - Millor actriu: Federica Rosellini per Dove cadono le ombre
  - Millor actor: Mimmo Borrelli per Equilibrium
- Premi Open: Gatta Cenerentola d'Alessandro Rak, Ivan Cappiello, Marino Guarnieri, Dario Sansone
- Premi Francesco Pasinetti:
  - Millor pel·lícula: Ammore e malavita d'Antonio Manetti, Marco Manetti
  - Millor repartiment: Giampaolo Morelli, Serena Rossi, Claudia Gerini, Carlo Buccirosso, Raiz, Franco Ricciardi, Antonio Buonomo per Ammore e malavita

Premi Especial: Gatta Cenerentola d'Alessandro Rak, Ivan Cappiello, Marino Guarnieri, Dario Sansone] (Horizons)
Premi Especial: Nico, 1988 de Susanna Nicchiarelli (Horitzons)
- Queer Lion: Marvin d'Anne Fontaine (Horitzons)
- Premi Sfera 1932: La mélodie de Rachid Hami (fora de competició)
- Premi SIGNIS: La Villa de Robert Guédiguian

Menció Especial: Foxtrot de Samuel Maoz
- Premi C. Smithers Foundation – CICT-UNESCO: The Shape of Water de Guillermo del Toro
- Premi Sorriso Diverso Venezia 2017 - Ass Ucl: Il colore nascosto delle cose de Silvio Soldini (fora de competició)
- Premi Soundtrack Stars: Alexandre Desplat per The Shape of Water

Premi Especial: Ammore e malavita
Premi a la carrera: Andrea Guerra
- Premi UNIMED: La Villa de Robert Guédiguian

Menció Especial: Brutti e cattivi de Cosimo Gomez (Horitzons)
- Premi Fragiacomo 
  - George Clooney per Suburbicon
  - Ai Weiwei per Human Flow
  - Michael Caine per My Generation (fora de competició)
- Premi Robert Bresson: Gianni Amelio[29]
- Premi Franca Sozzani: Julianne Moore per Suburbicon[30]